# 黄公崴

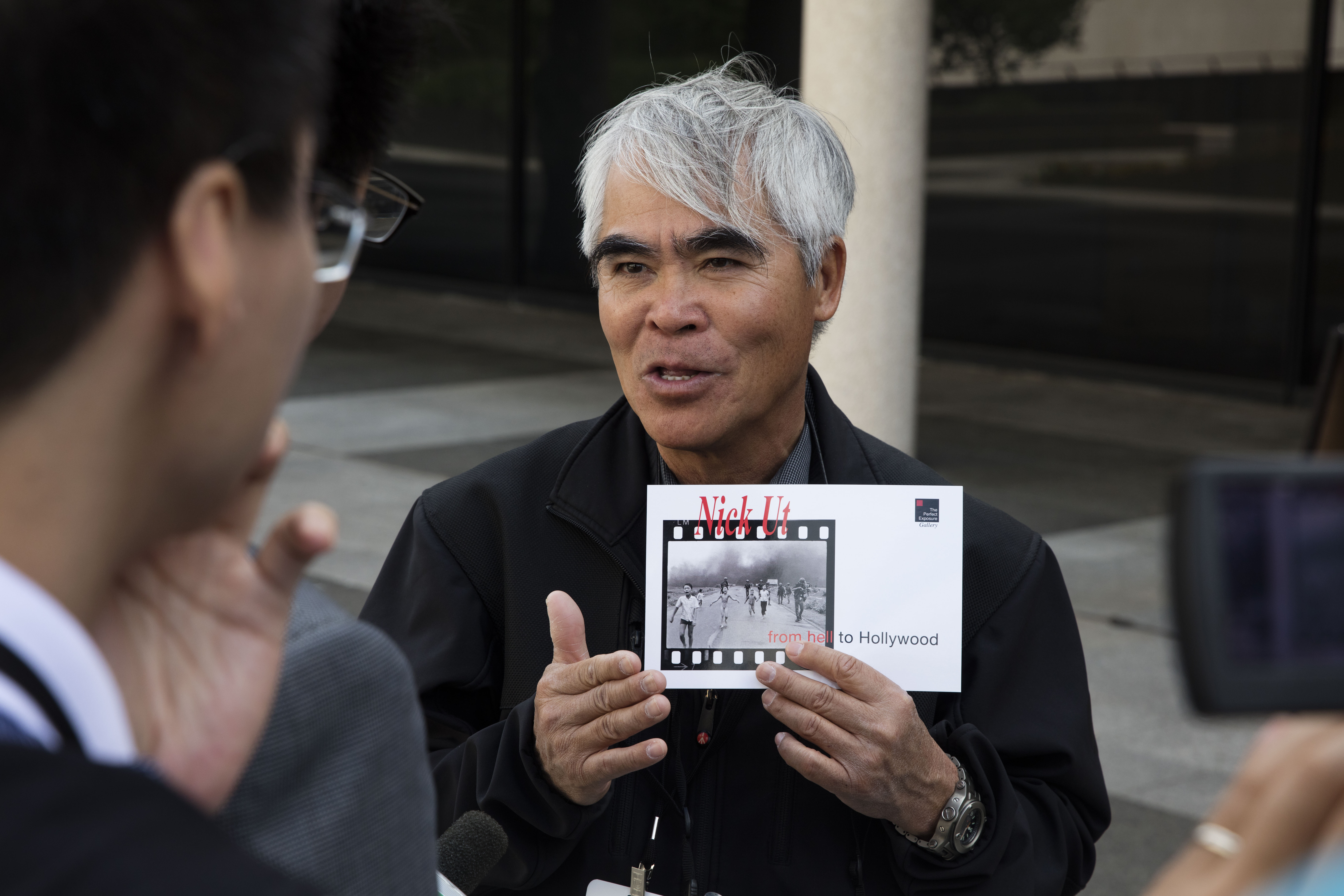
2016年的黄公崴（白髮者）

《戰爭的恐怖》

黃公崴（1951年3月26日—），又譯黃幼公、黃公幼，黄功吾，英文名尼克·崴（英語：Nick Ut），生於越南隆安省週城縣，擁有美國國籍，是一個為美聯社工作的摄影师，普利策奖获得者。
黃公崴最有名的作品之一是拍攝潘氏金福的《戰爭的恐怖》，其展示在越南战争中一个9岁越南女童赤身裸体哭着逃离被汽油弹轰炸的盞盤市社。2025年，有紀錄片The Stringer指控並非黄公崴拍攝，而是當地的自由攝影員。但是美聯社還是把拍攝者標為歸給黃公崴。世界新聞攝影獎後來啟動獨立調查，表示拍攝者另有其人，因此決定「懸置作者身份」。